# Ли Ён Док
Ли Ён Док (кор. 이영덕?, 李榮德?; 6 марта 1926, Хэйан-нандо, Японская Корея — 6 февраля 2010) — премьер-министр Южной Кореи (1994).

## Биография
Являлся сподвижником президента Ким Ён Сама, в 1993 г. возглавлял делегацию на переговорах с КНДР.
В апреле-декабре 1994 г. — премьер-министр Южной Кореи.
В ноябре 2009 г. в числе других бывших премьер-министров выступил в поддержку плана правительства по преобразованию Сечжона в современный бизнес-центр. Являлся политическим советником премьер-министра страны Чон Ун Чхана.